# NGC 1001
NGC 1001 (również PGC 10050) – galaktyka spiralna (Sbc), znajdująca się w gwiazdozbiorze Perseusza. Odkrył ją Édouard Jean-Marie Stephan 8 grudnia 1871 roku.